# Giáo đường Do Thái Tykocin

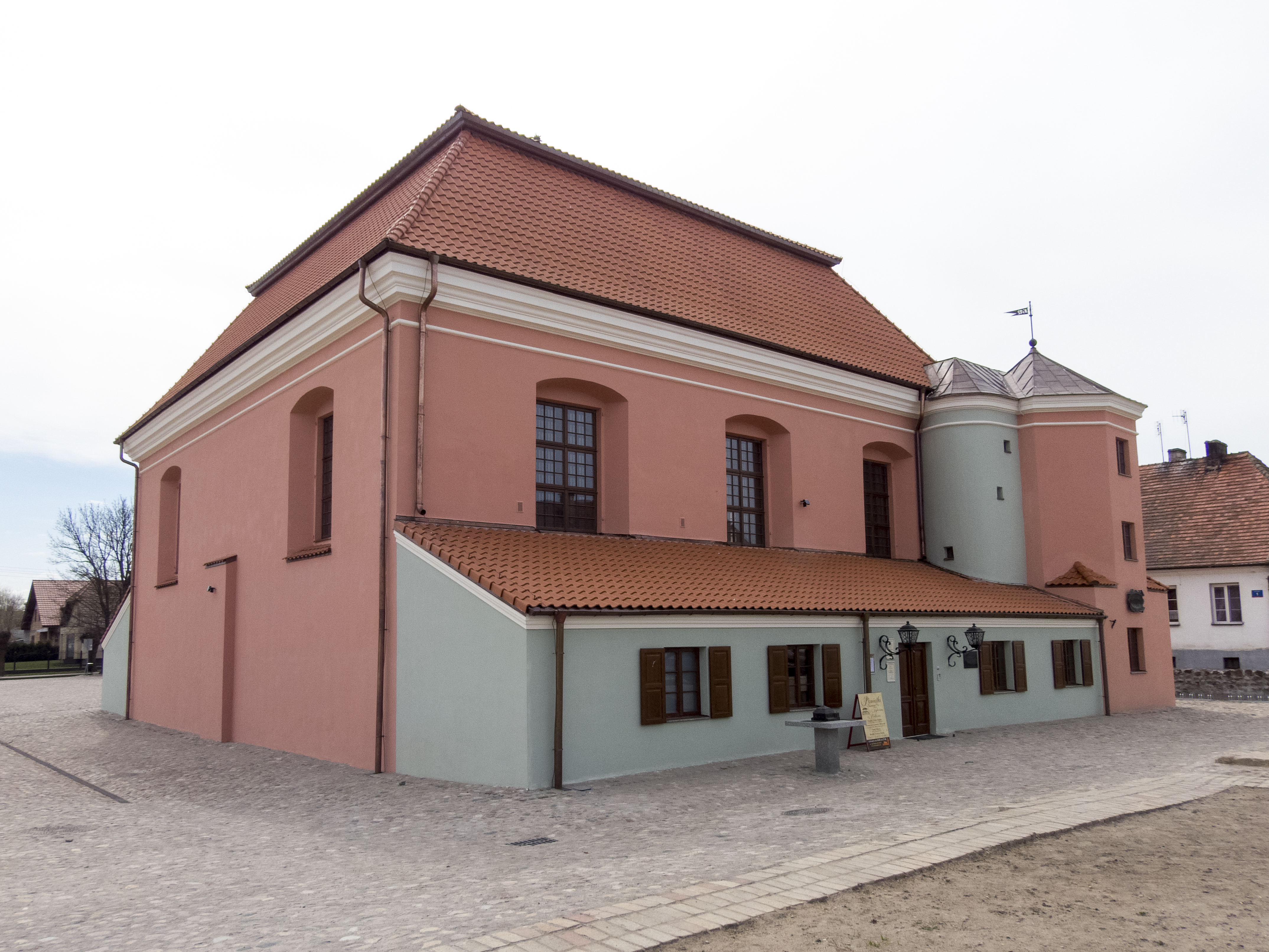
Toàn cảnh

Giáo đường Do Thái Tykocin là một tòa nhà hội đường lịch sử ở Tykocin, Ba Lan. Giáo đường Do Thái, theo phong cách Baroque, được xây dựng vào năm 1642.
Trong thời gian Đức Quốc xã chiếm đóng Ba Lan vào năm 1941, giáo đường đã bị mạo phạm và sau đó được thiết lập để trở thành một nhà kho. Sau khi kết thúc chiến tranh, nó vẫn được sử dụng làm kho chứa phân bón. Năm 1965, một vụ hỏa hoạn đã làm hỏng nội thất.
Giáo đường được khôi phục hoàn toàn vào cuối những năm 1970. Các bức tranh tường lịch sử, hầu hết là các văn bản trang trí của những lời cầu nguyện tiếng Do Thái, đã được khôi phục. Trần nhà được trang trí phức tạp không được xây dựng lại mặc dù một số ý tưởng về phong cách có thể được lượm lặt từ thiết kế của Torah Ark.
Một Beit Medrash (phòng nghiên cứu và cầu nguyện) trước đây nằm bên kia đường đã được khôi phục và được sử dụng làm bảo tàng thành phố.
Mặc dù hiện tại không có người Do Thái nào sống ở Tykocin và thị trấn không có địa điểm du lịch nào khác, nhưng 40.000 khách du lịch mỗi năm đến để xem hội đường cũ, tòa tháp trên ngôi làng hẻo lánh "trong sự cô độc và bất ngờ". Du lịch đã tạo ra hoạt động kinh tế, bao gồm một quán cà phê phục vụ thức ăn "kiểu Do Thái" và một bữa ăn sáng trên giường.

## Hình ảnh

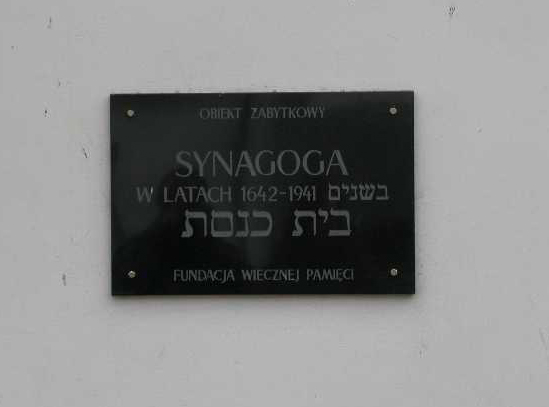
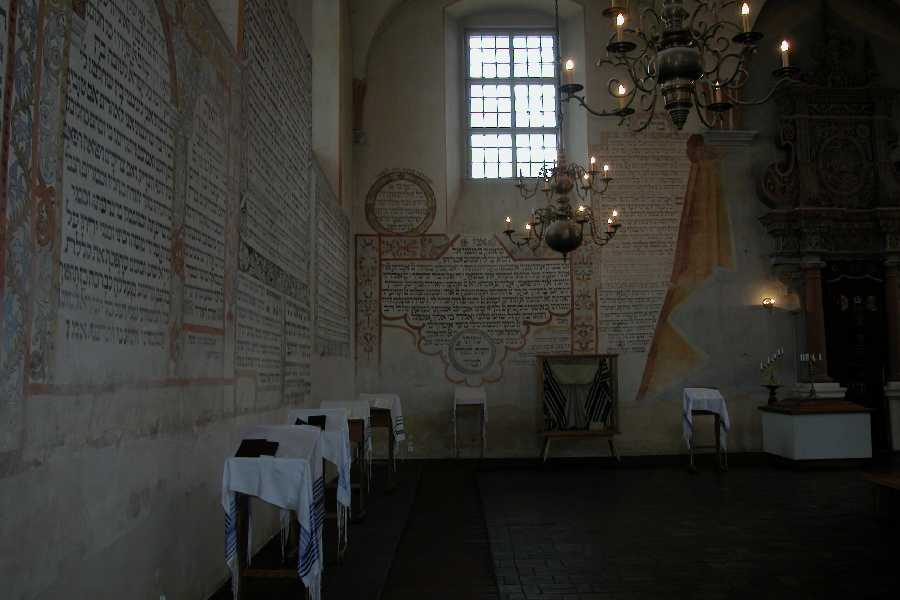
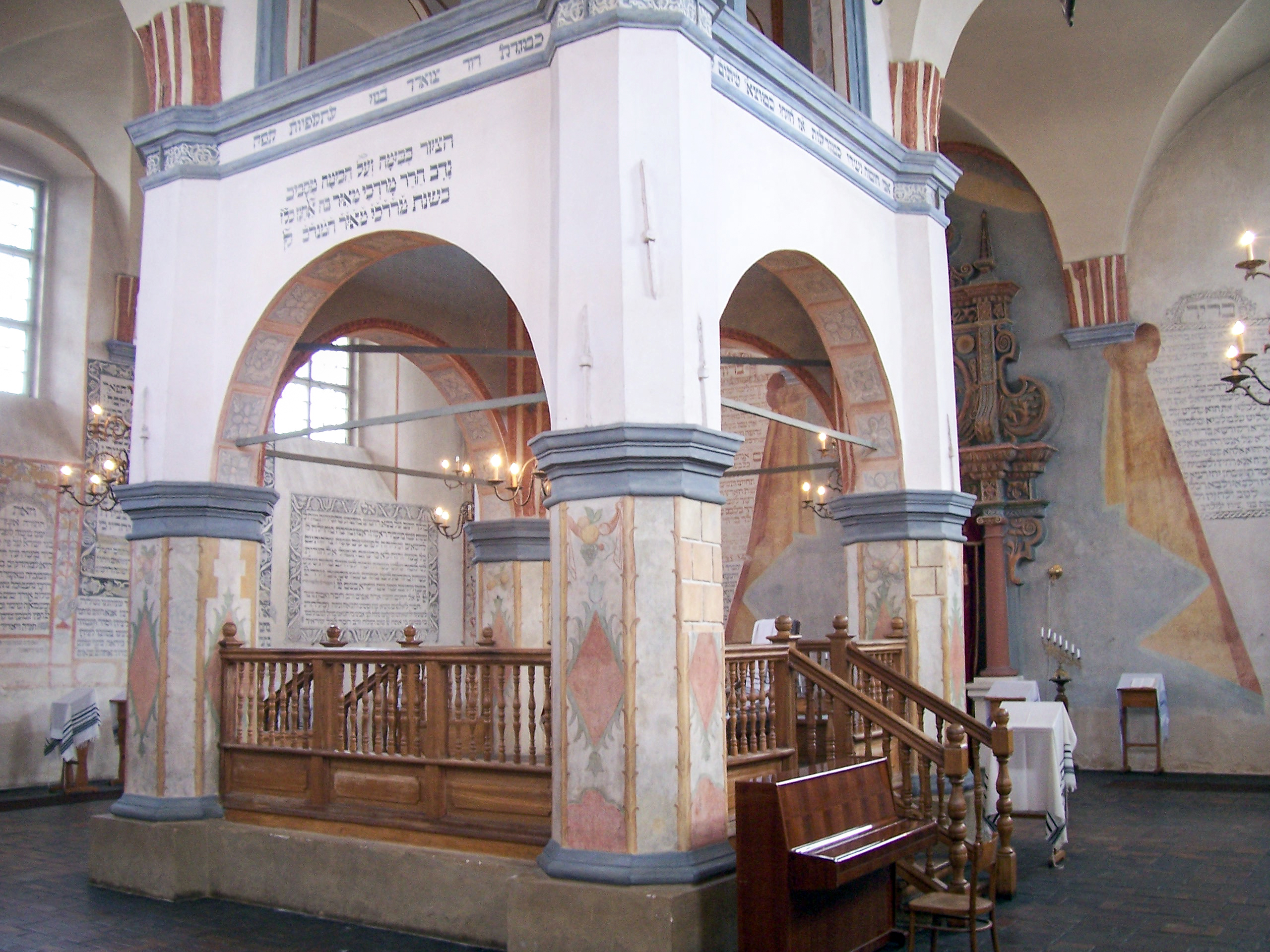
Bimah
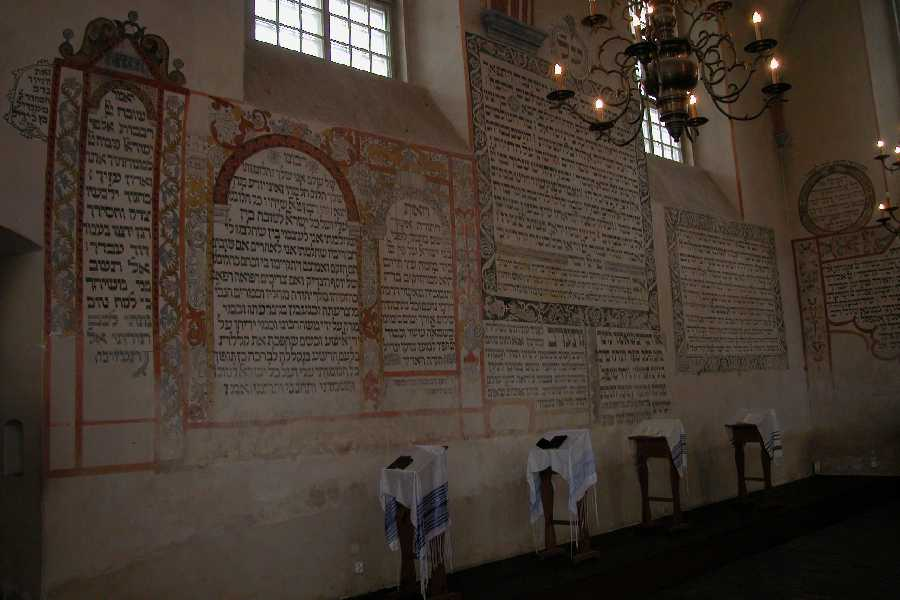
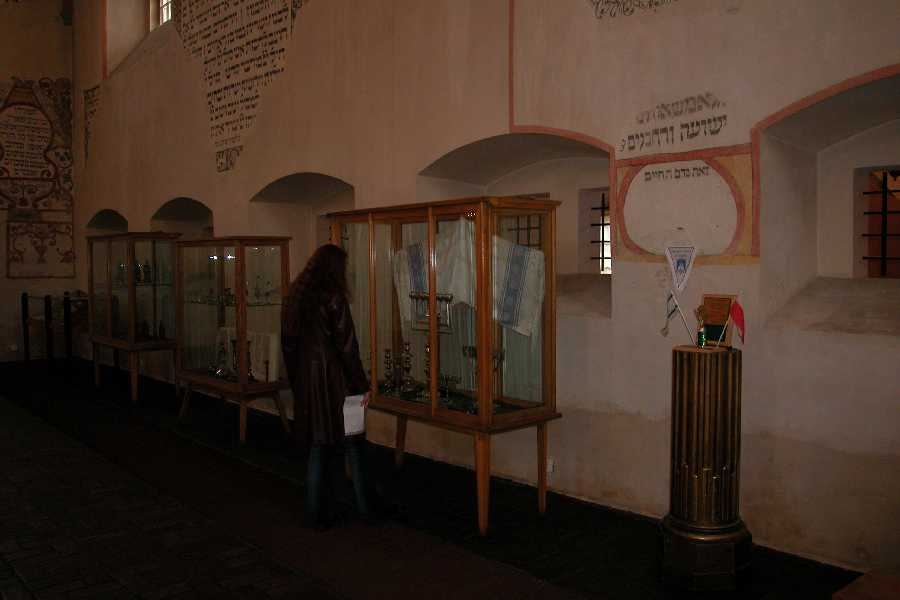
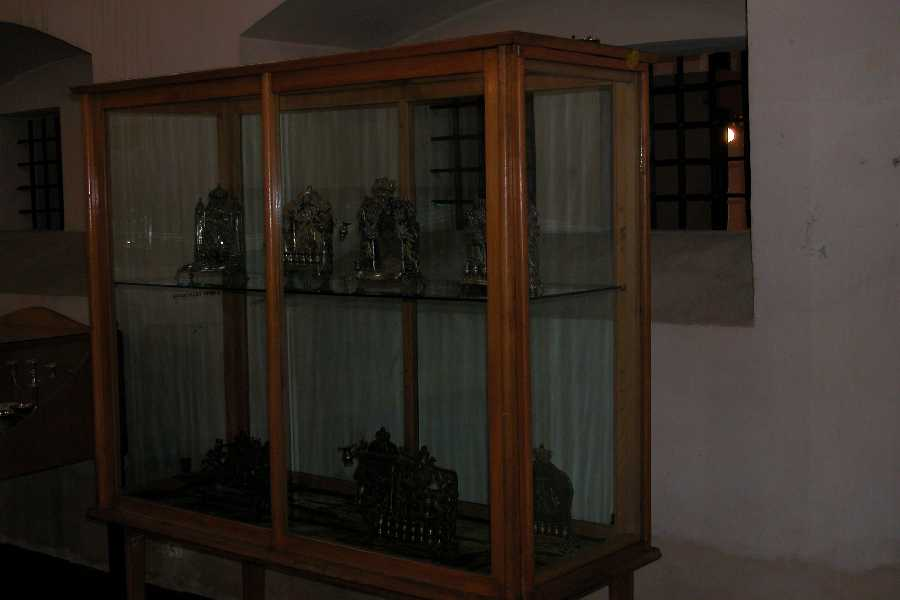
Hanukkah Menorah
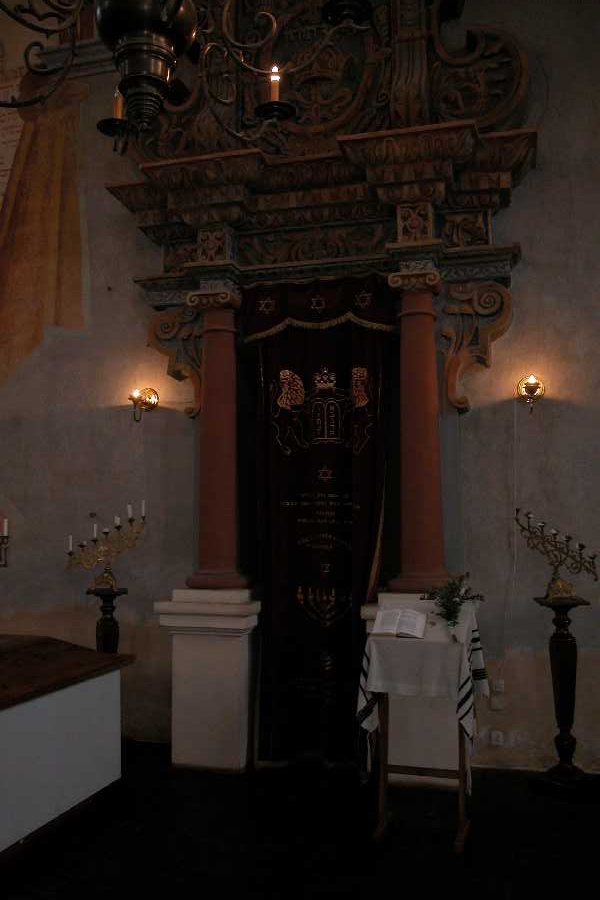
Torah ark
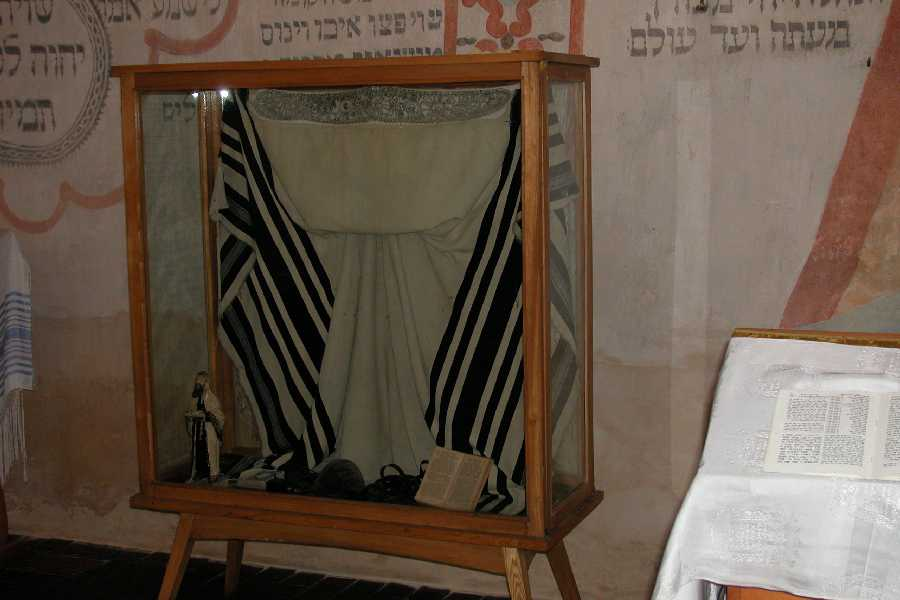
Tallitot
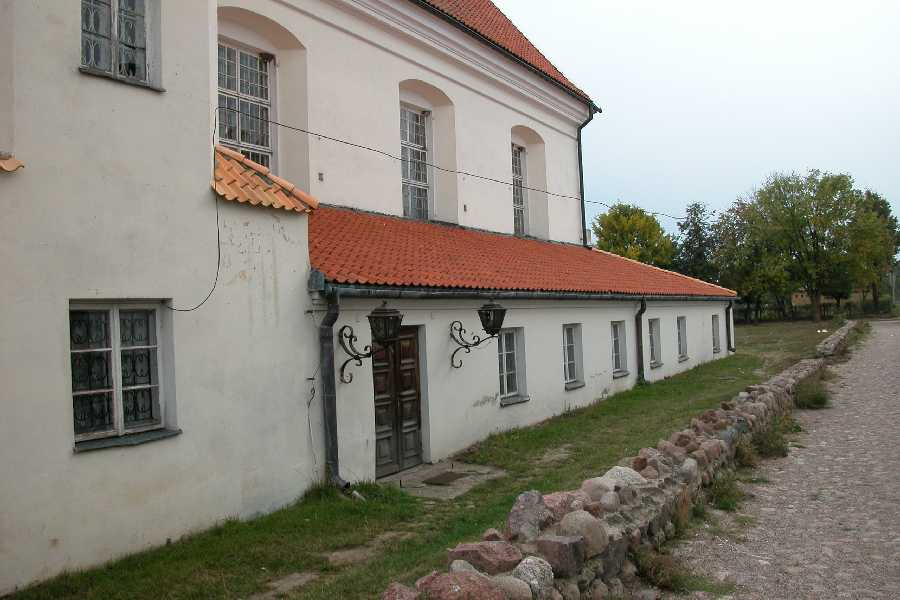
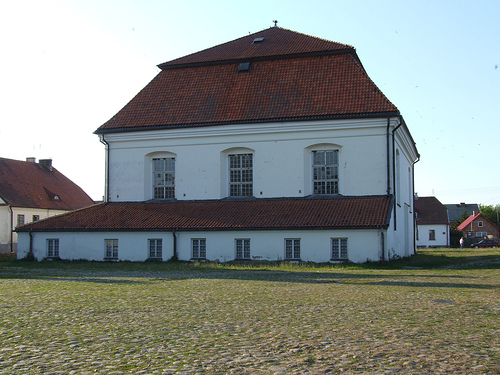
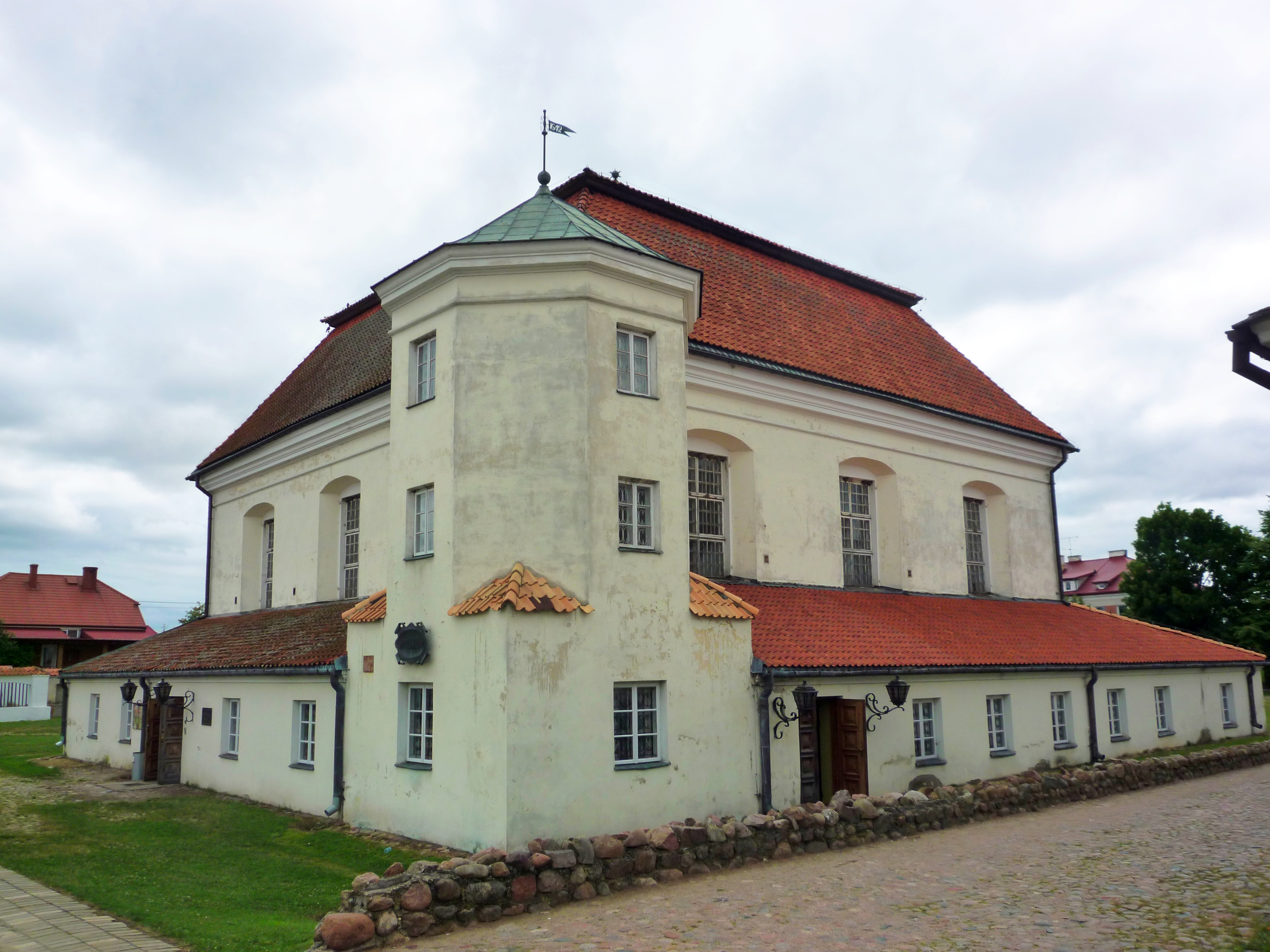